# 馬爾穆賴恩察峰
46°54′22″N 10°24′26″E / 46.90611°N 10.40722°E
馬爾穆賴恩察峰（Piz Malmurainza），是瑞士的山峰，位於該國東南部，由格勞賓登州負責管轄，屬於薩姆瑙恩阿爾卑斯山脈的一部分，海拔高度3,038米，每年平均降雨量1,367毫米。